# Copper City
Copper City est un village du comté de Houghton, dans l'État du Michigan, aux États-Unis. En 2020, il comptait une population de 187 habitants.